# Liste der Gemeinden im Département Val-de-Marne

Lage des Départements Val-de-Marne

Das Département Val-de-Marne liegt in der Region Île-de-France in Frankreich. Es untergliedert sich in drei Arrondissements und 25 Kantone (frz. cantons) mit 47 Gemeinden (frz. communes) (Stand 1. Januar 2022).
| Code INSEE | Post- leitzahl | Gemeinde                 | Einwohner (Stand 1. Januar 2022) | Fläche in km² | Einwohner je km² | Kanton seit 30. März 2015 Kanton bis 29. März 2015                                                                                     | Arrondissement ab 2017 Arrondissement bis 2016 | Gemeindeverband                                         |
| ---------- | -------------- | ------------------------ | -------------------------------- | ------------- | ---------------- | --- | ---------------------------------------------- | ------------------------------------------------------- |
| 94001      | 94480          | Ablon-sur-Seine          | 6029                             | 1,11          | 5432             | Orly Villeneuve-le-Roi | L’Haÿ-les-Roses Créteil                        | Métropole du Grand Paris und Grand-Orly Seine Bièvre    |
| 94002      | 94140          | Alfortville              | 45.569                           | 3,67          | 12417            | Alfortville Alfortville-Nord Alfortville-Sud                                                                                           | Créteil                                        | Métropole du Grand Paris und Grand Paris Sud Est Avenir |
| 94003      | 94110          | Arcueil                  | 21.868                           | 2,33          | 9385             | Cachan Arcueil | L’Haÿ-les-Roses                                | Métropole du Grand Paris und Grand-Orly Seine Bièvre    |
| 94004      | 94470          | Boissy-Saint-Léger       | 17.335                           | 8,94          | 1939             | Plateau briard Boissy-Saint-Léger | Créteil                                        | Métropole du Grand Paris und Grand Paris Sud Est Avenir |
| 94011      | 94380          | Bonneuil-sur-Marne       | 18.340                           | 5,51          | 3328             | Saint-Maur-des-Fossés-2 Bonneuil-sur-Marne                                                                                             | Créteil                                        | Métropole du Grand Paris und Grand Paris Sud Est Avenir |
| 94015      | 94360          | Bry-sur-Marne            | 18.095                           | 3,35          | 5401             | Villiers-sur-Marne Bry-sur-Marne | Nogent-sur-Marne                               | Métropole du Grand Paris und Paris Est Marne et Bois    |
| 94016      | 94230          | Cachan                   | 30.526                           | 2,74          | 11141            | Cachan | L’Haÿ-les-Roses                                | Métropole du Grand Paris und Grand-Orly Seine Bièvre    |
| 94017      | 94500          | Champigny-sur-Marne      | 78.367                           | 11,30         | 6935             | Champigny-sur-Marne-1 Champigny-sur-Marne-2 Bry-sur-Marne Champigny-sur-Marne-Centre Champigny-sur-Marne-Est Champigny-sur-Marne-Ouest | Nogent-sur-Marne                               | Métropole du Grand Paris und Paris Est Marne et Bois    |
| 94018      | 94220          | Charenton-le-Pont        | 28.756                           | 1,85          | 15544            | Charenton-le-Pont | Nogent-sur-Marne Créteil                       | Métropole du Grand Paris und Paris Est Marne et Bois    |
| 94019      | 94430          | Chennevières-sur-Marne   | 18.295                           | 5,27          | 3472             | Champigny-sur-Marne-2 Chennevières-sur-Marne                                                                                           | Créteil Nogent-sur-Marne                       | Métropole du Grand Paris und Grand Paris Sud Est Avenir |
| 94021      | 94550          | Chevilly-Larue           | 19.813                           | 4,22          | 4695             | Thiais Chevilly-Larue | L’Haÿ-les-Roses                                | Métropole du Grand Paris und Grand-Orly Seine Bièvre    |
| 94022      | 94600          | Choisy-le-Roi            | 46.122                           | 5,43          | 8494             | Choisy-le-Roi | L’Haÿ-les-Roses Créteil                        | Métropole du Grand Paris und Grand-Orly Seine Bièvre    |
| 94028      | 94000          | Créteil                  | 92.859                           | 11,46         | 8103             | Créteil-1 Créteil-2 Créteil-Nord Créteil-Ouest Créteil-Sud                                                                             | Créteil                                        | Métropole du Grand Paris und Grand Paris Sud Est Avenir |
| 94033      | 94120          | Fontenay-sous-Bois       | 52.646                           | 5,58          | 9435             | Fontenay-sous-Bois Fontenay-sous-Bois-Est Fontenay-sous-Bois-Ouest                                                                     | Nogent-sur-Marne                               | Métropole du Grand Paris und Paris Est Marne et Bois    |
| 94034      | 94260          | Fresnes                  | 29.298                           | 3,56          | 8230             | L’Haÿ-les-Roses Fresnes | L’Haÿ-les-Roses                                | Métropole du Grand Paris und Grand-Orly Seine Bièvre    |
| 94037      | 94250          | Gentilly                 | 18.883                           | 1,18          | 16003            | Le Kremlin-Bicêtre Arcueil Le Kremlin-Bicêtre                                                                                          | L’Haÿ-les-Roses                                | Métropole du Grand Paris und Grand-Orly Seine Bièvre    |
| 94041      | 94200          | Ivry-sur-Seine           | 64.526                           | 6,10          | 10578            | Ivry-sur-Seine Ivry-sur-Seine-Est Ivry-sur-Seine-Ouest                                                                                 | L’Haÿ-les-Roses Créteil                        | Métropole du Grand Paris und Grand-Orly Seine Bièvre    |
| 94042      | 94340          | Joinville-le-Pont        | 20.784                           | 2,30          | 9037             | Charenton-le-Pont Joinville-le-Pont | Nogent-sur-Marne                               | Métropole du Grand Paris und Paris Est Marne et Bois    |
| 94038      | 94240          | L’Haÿ-les-Roses          | 31.338                           | 3,90          | 8035             | L’Haÿ-les-Roses | L’Haÿ-les-Roses                                | Métropole du Grand Paris und Grand-Orly Seine Bièvre    |
| 94060      | 94510          | La Queue-en-Brie         | 12.074                           | 9,16          | 1318             | Plateau briard Ormesson-sur-Marne | Créteil Nogent-sur-Marne                       | Métropole du Grand Paris und Grand Paris Sud Est Avenir |
| 94043      | 94270          | Le Kremlin-Bicêtre       | 23.678                           | 1,54          | 15375            | Le Kremlin-Bicêtre | L’Haÿ-les-Roses                                | Métropole du Grand Paris und Grand-Orly Seine Bièvre    |
| 94058      | 94170          | Le Perreux-sur-Marne     | 34.654                           | 3,96          | 8751             | Nogent-sur-Marne Le Perreux-sur-Marne                                                                                                  | Nogent-sur-Marne                               | Métropole du Grand Paris und Paris Est Marne et Bois    |
| 94059      | 94420          | Le Plessis-Trévise       | 21.096                           | 4,32          | 4883             | Villiers-sur-Marne | Créteil Nogent-sur-Marne                       | Métropole du Grand Paris und Grand Paris Sud Est Avenir |
| 94044      | 94450          | Limeil-Brévannes         | 27.806                           | 6,93          | 4012             | Villeneuve-Saint-Georges Boissy-Saint-Léger                                                                                            | Créteil                                        | Métropole du Grand Paris und Grand Paris Sud Est Avenir |
| 94046      | 94700          | Maisons-Alfort           | 57.422                           | 5,35          | 10733            | Maisons-Alfort Maisons-Alfort-Nord Maisons-Alfort-Sud                                                                                  | Nogent-sur-Marne Créteil                       | Métropole du Grand Paris und Paris Est Marne et Bois    |
| 94047      | 94520          | Mandres-les-Roses        | 4876                             | 3,30          | 1478             | Plateau briard Villecresnes | Créteil                                        | Métropole du Grand Paris und Grand Paris Sud Est Avenir |
| 94048      | 94440          | Marolles-en-Brie         | 4685                             | 4,59          | 1021             | Plateau briard Villecresnes | Créteil                                        | Métropole du Grand Paris und Grand Paris Sud Est Avenir |
| 94052      | 94130          | Nogent-sur-Marne         | 32.998                           | 2,80          | 11785            | Charenton-le-Pont Nogent-sur-Marne | Nogent-sur-Marne                               | Métropole du Grand Paris und Paris Est Marne et Bois    |
| 94053      | 94880          | Noiseau                  | 4619                             | 4,49          | 1029             | Plateau briard Ormesson-sur-Marne | Créteil Nogent-sur-Marne                       | Métropole du Grand Paris und Grand Paris Sud Est Avenir |
| 94054      | 94310          | Orly                     | 24.488                           | 6,69          | 3660             | Orly | L’Haÿ-les-Roses Créteil                        | Métropole du Grand Paris und Grand-Orly Seine Bièvre    |
| 94055      | 94490          | Ormesson-sur-Marne       | 10.589                           | 3,41          | 3105             | Saint-Maur-des-Fossés-2 Ormesson-sur-Marne                                                                                             | Créteil Nogent-sur-Marne                       | Métropole du Grand Paris und Grand Paris Sud Est Avenir |
| 94056      | 94520          | Périgny                  | 2744                             | 2,79          | 984              | Plateau briard Villecresnes | Créteil                                        | Métropole du Grand Paris und Grand Paris Sud Est Avenir |
| 94065      | 94150          | Rungis                   | 5669                             | 4,20          | 1350             | Thiais Chevilly-Larue | L’Haÿ-les-Roses                                | Métropole du Grand Paris und Grand-Orly Seine Bièvre    |
| 94067      | 94160          | Saint-Mandé              | 21.223                           | 0,92          | 23068            | Vincennes Saint-Mandé | Nogent-sur-Marne                               | Métropole du Grand Paris und Paris Est Marne et Bois    |
| 94068      | 94100 94210    | Saint-Maur-des-Fossés    | 76.010                           | 11,25         | 6756             | Saint-Maur-des-Fossés-1 Saint-Maur-des-Fossés-2 Saint-Maur-des-Fossés-Centre Saint-Maur-des-Fossés-Ouest Saint-Maur-La Varenne         | Nogent-sur-Marne Créteil                       | Métropole du Grand Paris und Paris Est Marne et Bois    |
| 94069      | 94410          | Saint-Maurice            | 14.411                           | 1,43          | 10078            | Charenton-le-Pont | Nogent-sur-Marne Créteil                       | Métropole du Grand Paris und Paris Est Marne et Bois    |
| 94070      | 94440          | Santeny                  | 3958                             | 9,91          | 399              | Plateau briard Villecresnes | Créteil                                        | Métropole du Grand Paris und Grand Paris Sud Est Avenir |
| 94071      | 94370          | Sucy-en-Brie             | 27.593                           | 10,43         | 2646             | Saint-Maur-des-Fossés-2 Sucy-en-Brie                                                                                                   | Créteil                                        | Métropole du Grand Paris und Grand Paris Sud Est Avenir |
| 94073      | 94320          | Thiais                   | 32.006                           | 6,43          | 4978             | Thiais | L’Haÿ-les-Roses                                | Métropole du Grand Paris und Grand-Orly Seine Bièvre    |
| 94074      | 94460          | Valenton                 | 14.453                           | 5,31          | 2722             | Villeneuve-Saint-Georges Valenton | L’Haÿ-les-Roses Créteil                        | Métropole du Grand Paris und Grand-Orly Seine Bièvre    |
| 94075      | 94440          | Villecresnes             | 11.650                           | 5,62          | 2073             | Plateau briard Villecresnes | Créteil                                        | Métropole du Grand Paris und Grand Paris Sud Est Avenir |
| 94076      | 94800          | Villejuif                | 58.142                           | 5,34          | 10888            | Villejuif Villejuif-Est Villejuif-Ouest                                                                                                | L’Haÿ-les-Roses                                | Métropole du Grand Paris und Grand-Orly Seine Bièvre    |
| 94077      | 94290          | Villeneuve-le-Roi        | 20.871                           | 8,40          | 2485             | Orly Villeneuve-le-Roi | L’Haÿ-les-Roses Créteil                        | Métropole du Grand Paris und Grand-Orly Seine Bièvre    |
| 94078      | 94190          | Villeneuve-Saint-Georges | 36.170                           | 8,75          | 4134             | Choisy-le-Roi Villeneuve-Saint-Georges Valenton Villeneuve-Saint-Georges                                                               | L’Haÿ-les-Roses Créteil                        | Métropole du Grand Paris und Grand-Orly Seine Bièvre    |
| 94079      | 94350          | Villiers-sur-Marne       | 32.547                           | 4,33          | 7517             | Villiers-sur-Marne | Nogent-sur-Marne                               | Métropole du Grand Paris und Paris Est Marne et Bois    |
| 94080      | 94300          | Vincennes                | 48.368                           | 1,91          | 25324            | Fontenay-sous-Bois Vincennes Vincennes-Est Vincennes-Ouest                                                                             | Nogent-sur-Marne                               | Métropole du Grand Paris und Paris Est Marne et Bois    |
| 94081      | 94400          | Vitry-sur-Seine          | 95.282                           | 11,67         | 8165             | Vitry-sur-Seine-1 Vitry-sur-Seine-2 Vitry-sur-Seine-Est Vitry-sur-Seine-Nord Vitry-sur-Seine-Ouest                                     | L’Haÿ-les-Roses Créteil                        | Métropole du Grand Paris und Grand-Orly Seine Bièvre    |